# Намбу (Аоморі)

40°28′1″ пн. ш. 141°22′54″ сх. д. / 40.46694° пн. ш. 141.38167° сх. д.
На́мбу (яп. 南部町 , なんぶちょう, МФА: [nambu mat͡ɕi̥]) — містечко в Японії, в повіті Саннохе префектури Аоморі. Станом на 1 жовтня 2007 площа містечка становила 153,21 км². Станом на 1 липня 2008 населення містечка становило 20 677 осіб.